# Karana

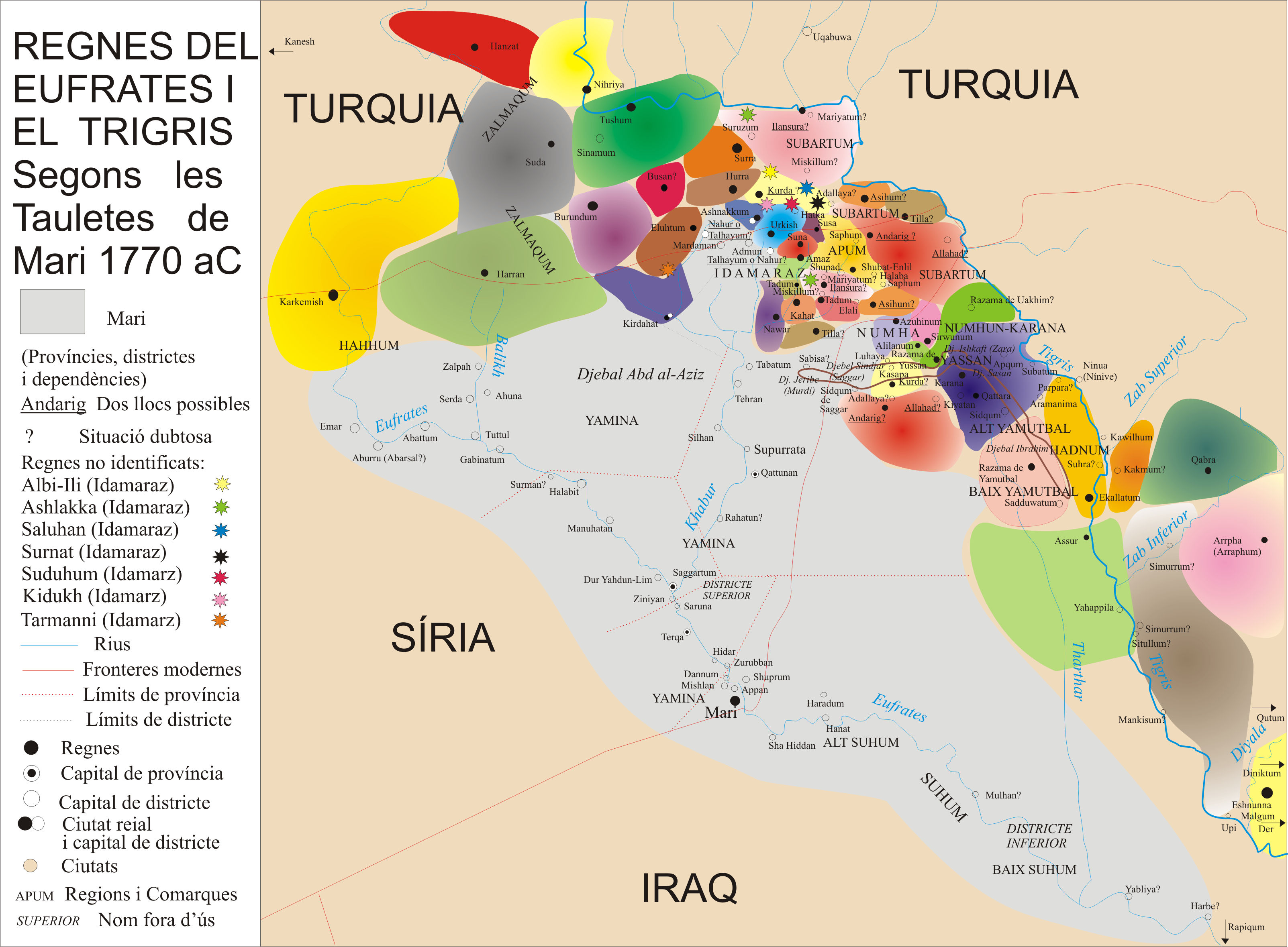
Karana

Karana (possiblement la moderna Tell Afar; també podria ser el modern lloc de Tell Rimah a uns 60 km a l'oest de Mossul a l'Iraq, però aquest lloc és més probablement l'antiga ciutat de Qattara) fou una ciutat estat i regne a Mesopotàmia, situada al sud-est d'Andarig i al sud-est de Shubat-Enlil.
Fundada en època desconeguda (ja que no hi ha conclusions arqueològiques) ja devia ser un regne almenys al segle xix aC. Va caure en mans de Xamxi-Adad I d'Ekallatum vers el 1800 aC però va emergir com un dels principals estats independitzats a la seva mort vers el 1775 aC.
El primer rei que s'esmenta és Samu-Addu, que fou vassall de Xamxi-Adad. A la mort d'aquest el 1775 aC el rei de la veïna Qattara, de nom Hadnu-Rabi, va enderrocar a Samu-Addu i va ocupar el poder, i des de llavors Karana va formar un sol estat junt amb Qattara que estaria no gaire lluny (si la identificació és correcta uns 20 km al sud-est), estat que s'anomenava Karana i la terra de Numha. Es creu que Samsu-Addu va marxar a l'exili a Eshnuna amb tota la seva família i en tot cas se sap segur que s'hi va exiliar la filla Iltani. Durant deu anys no hi ha informació i només se sap que Hadnu-Rabi fou aliat de Razama (del nord o de Yussan). Després vers el 1765 aC apareix com a rei Ashkur-Addu, fill de l'antic rei Samu-Addu, que hauria conservat el poder a Suruzum fins que va recuperar Karana a la mort d'Hadnu-Rabi, i va conquerir Qattara. Estava aliat a Kapiya de Kahat amb ajut del qual va atacar entre Nawar i Sabisa, va reunir 4000 soldats prop de Razama i va ocupar Shubat-Enlil. Es va dirigir a Urkish amb 2000 soldats. Dominava també a Nahur i Zimrilim de Mari va planejar expulsar-lo però després es va declarar vassall del rei mariota i es va casar amb la seva filla i Zimrilim el va instal·lar com a rei a Karana; va rebre insígnies reials de Babilònia. Una guarnició de 100 homes de Mari es va instal·lar a Karana i altres 100 a Qattara. El seu fill Bini-Shakim, que governava en absència de pare fou enderrocat per Haqba-Hammu o Aqba-Hammu, conseller i lloctinent d'Ashkar-Addu, que va usurpar el tron i es va casar amb la filla del rei, Iltani (II). Ashkur-Addi es va exiliar a Mari. Haqba-Hammu o Aqba-Hammu hauria derrotat a Sharraya de Razama després d'un setge. Vers el 1762 o 1761 aC Hammurabi de Babilònia va ocupar Karana i Qattara. Una de les dues ciutats va restar habitada fins al dia d'avui, però no és clar quina de les dues.
Yantin-Erah o Yattin-Erah hauria estat el delegat de Mari a Karana, i després el va succeir Iddiyatum.
Vegeu també: Qattara